# 竿燈

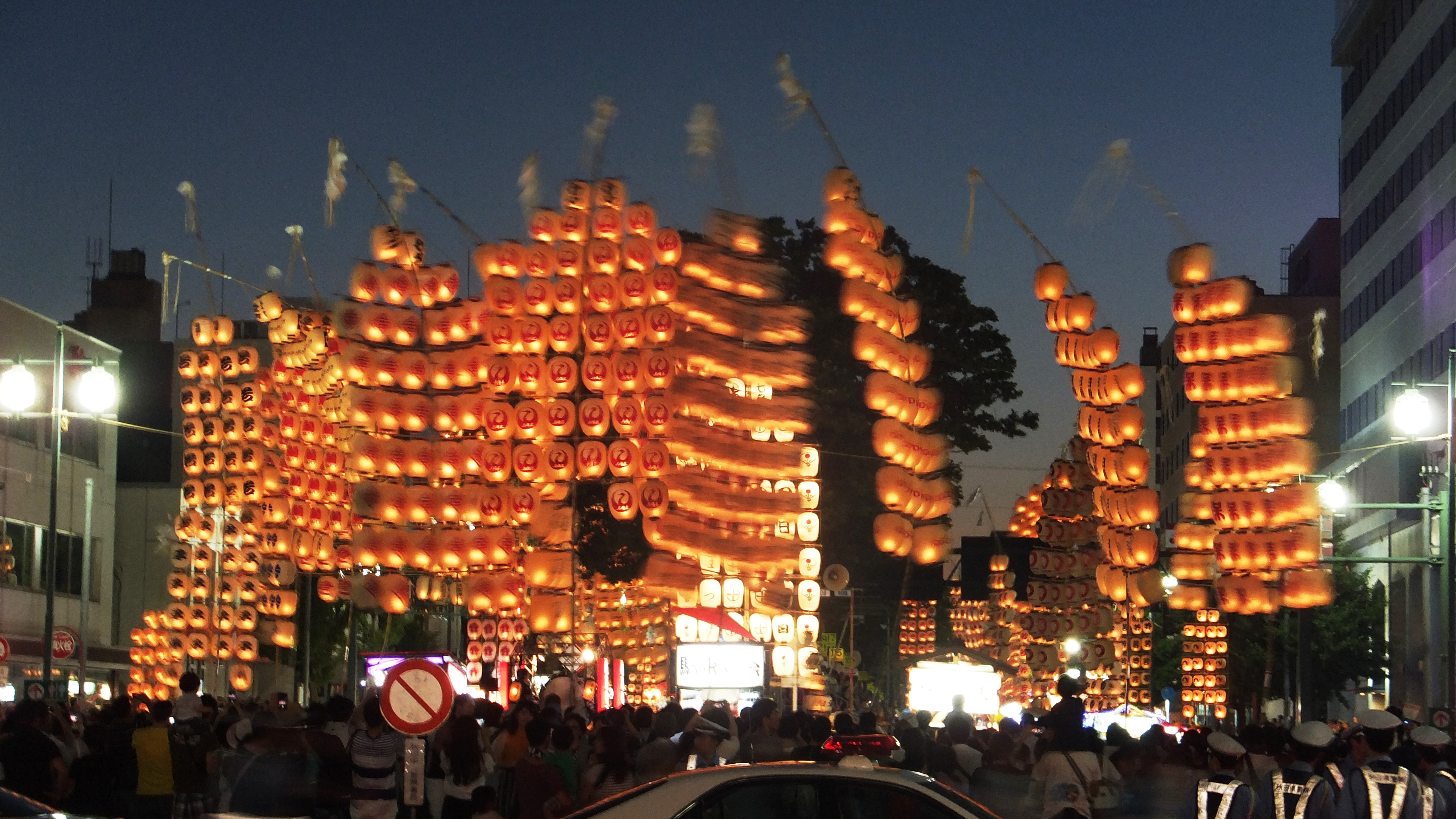
秋田竿燈祭

竿燈（日语：かんとう）是日本秋田縣秋田市的在七夕至盂蘭盆節舉辦的傳統節慶活動，竿燈全體被看作是稻穗，燈籠則被視為是米俵，祈願一年的豐收。「竿燈」的語源來自中國北宋的《景德傳燈錄》中「百尺竿頭須進步」一句。
傳統是在農曆七月初七至七月十五舉行，明治維新後改用格里曆，改為新曆8月初接近農曆七夕至盂蘭盆節的日子舉行，至2001年起定為毎年8月3日至6日舉行，官方名稱是秋田竿燈節「日语：」。竿燈被指定為重要無形民俗文化財，和青森市的青森睡魔祭、仙台市的仙台七夕祭並列為東北三大祭，並且也和二本松提燈祭及尾張津島天王祭並列為日本三大提燈祭。在2000年之前竿燈的舉辦日期是8月4日至7日，後為避免和東北地方其他祭典活動重複而提前一天。由於竿燈已成為秋田縣代表活動，現在不時也會在外地舉辦小型模擬活動，被稱為縣外出竿。秋田車站內也展示有竿燈。

## 外部連結
- 秋田竿燈まつり （页面存档备份，存于）
- 室町竿燈会 （页面存档备份，存于）
- 川口竿燈会 （页面存档备份，存于）
- 馬口労町竿燈会 （页面存档备份，存于）
- 鐵砲町竿燈会 （页面存档备份，存于）